# Мейер-Амден, Отто
Отто Фридрих Мейер-Амден (нем. Otto Friedrich Meyer-Amden, род. 20 февраля 1885 г. Берн; ум. 15 января 1933 г. Цюрих) — швейцарский художник и график.

## Жизнь и творчество
Отто Мейер родился в небогатой семье, в которой был одним из шести детей. После смерти матери в 1888 году воспитывался в чужой семье, а в 1892-1900 годы жил в детском доме для сирот. В 1901-1903 годы (в Берне) и в 1903-1906 годах (в Цюрихе) изучает литографию. Параллельно учится в цюрихской Школе прикладного искусства, в которой знакомится с художником Германом Хубером. С Хубером Мейера затем долгие годы связывают дружеские отношения и переписка. В этот период своего творчества Отто Мейер увлекается символизмом и акварельной живописью. В 1906-1907 годах художник занимается в Академии изящных искусств в Мюнхене и живёт в этом городе у своего брата Эрнста. В 1907-1908 годы он продолжает учёбу в Академии художеств в Штутгарте и с 1909 года там он - в классе Адольфа Хёльцеля. В Штутгарте Мейер знакомится с другими молодыми живописцами - с Вилли Баумайстером, Оскаром Шлеммером, Альфредом Пеллегрини. В 1907 году совершает учебную поездку во Францию, в Страсбург и в Париж. Находится под влиянием творчества Поля Сезанна. 
В 1912 году Отто Мейер получил приглашение от художников Вилли Баумейстера и Германа Хубера приехать в местечко Амден в швейцарском кантоне Санкт-Галлен. Оба живописца жили там в двух пустующих домах. Мейер поселился в доме у Хубера, который уже в следующем, 1913 году оставил его Мейеру и уехал. Вскоре, после ссоры с Мейером, из Амдена уезжает и Баумейстер, и Мейер остаётся в Амдене один, и живёт там до 1928 года. Мейер ведёт замкнутый образ жизни, записывает события в дневник (особенно подробный в 1913-1915 годы) и много занимается с Библией. В 1915-1918 годы художник рисует серию графических работ грифелем в тёмных тонах, близких по своей технике с произведениями Жоржа Сёра. В 1922  Мейер знакомится в Цюрихе с Эрнстом Людвигом Кирхнером. В 1923 году Мейер создаёт округлое панно из стекла для «дома Цвингли» в Цюрихе. В 1925 на «Большой швейцарской художественной выставке» в Карлсруэ представлены восемь его работ. В 1929 Мейер с 12 работами выставляется на экспозиции «Абстрактная и сюрреалистическая живопись и пластика» в цюрихском Доме искусств. В 1928-1933 годы преподаёт рисунок в Школе прикладного искусства в Цюрихе. 
Творческое наследие Отто Мейера-Амдена составляет около 500 полотен, эскизов и графических работ. Его произведения уже после смерти художника были представлены на выставках современного искусства  documenta I (1955) и documenta III (1961) в Касселе. 

## Галерея

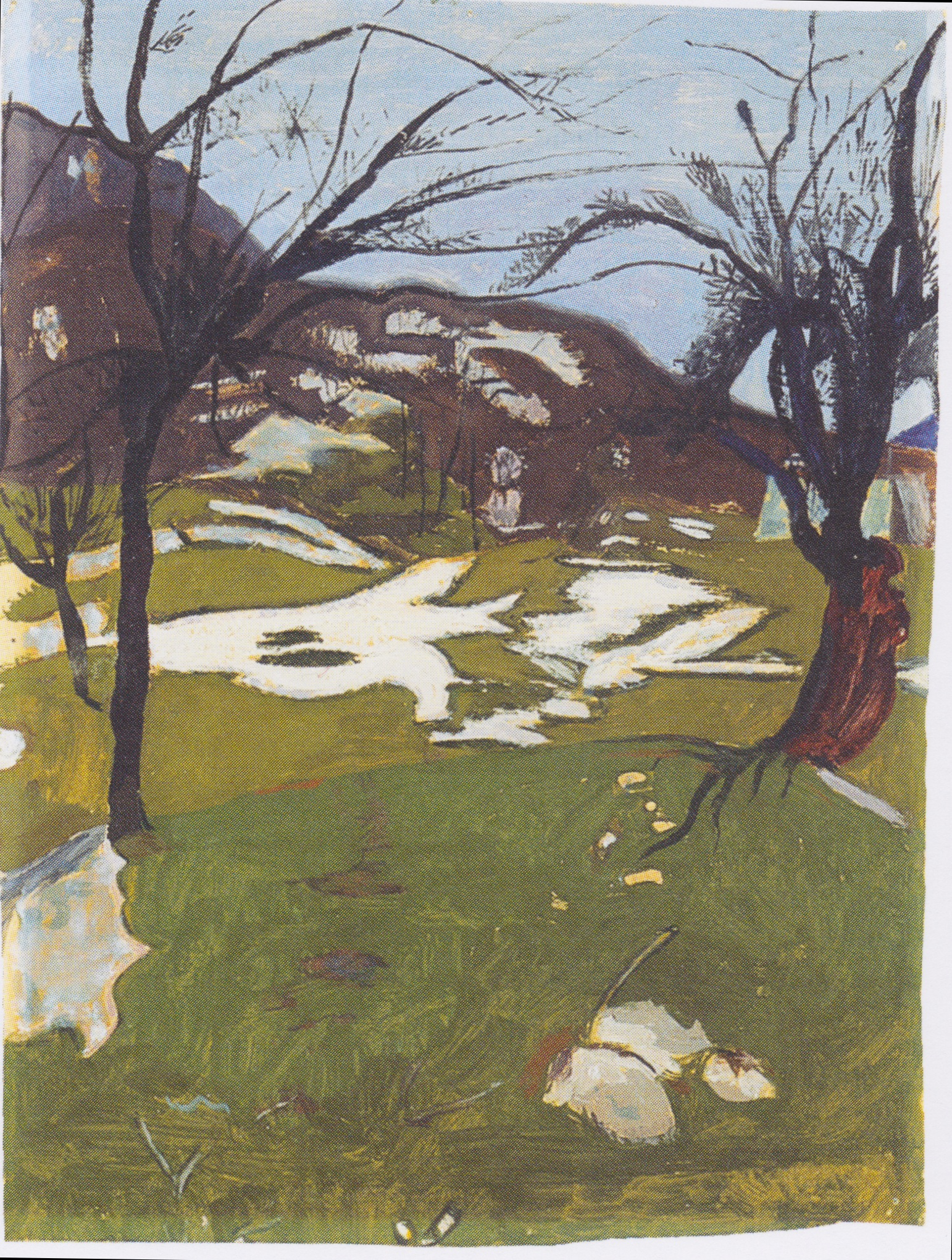
Пейзаж в Амдене (1913)
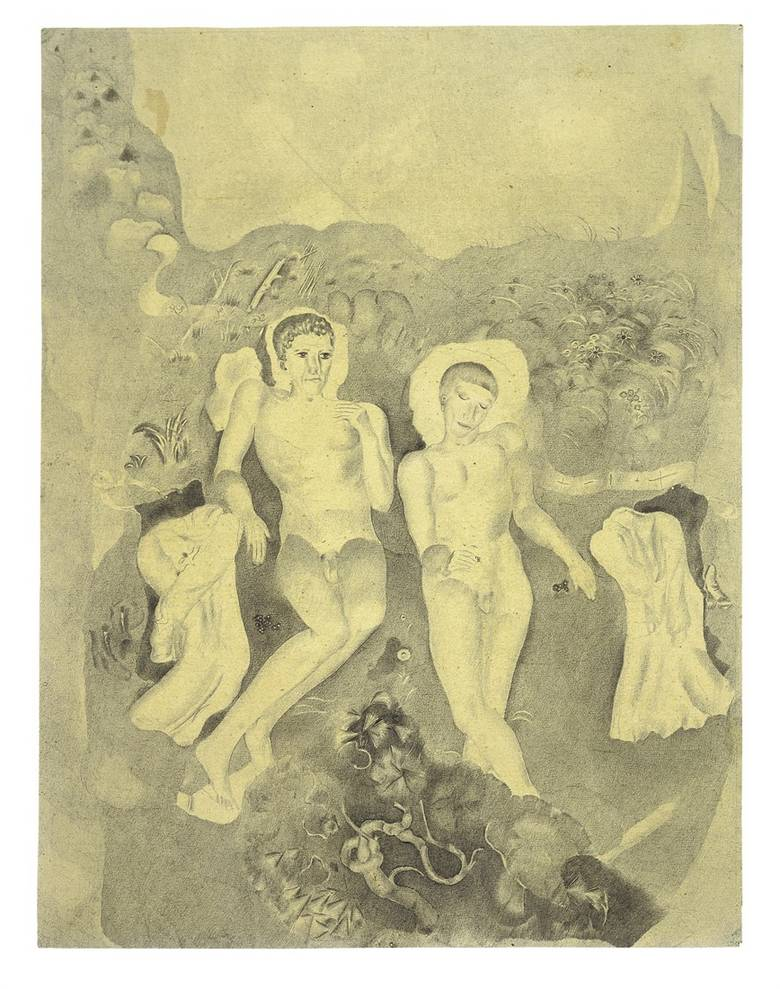
Два обнажённых мальчика (ок. 1915)
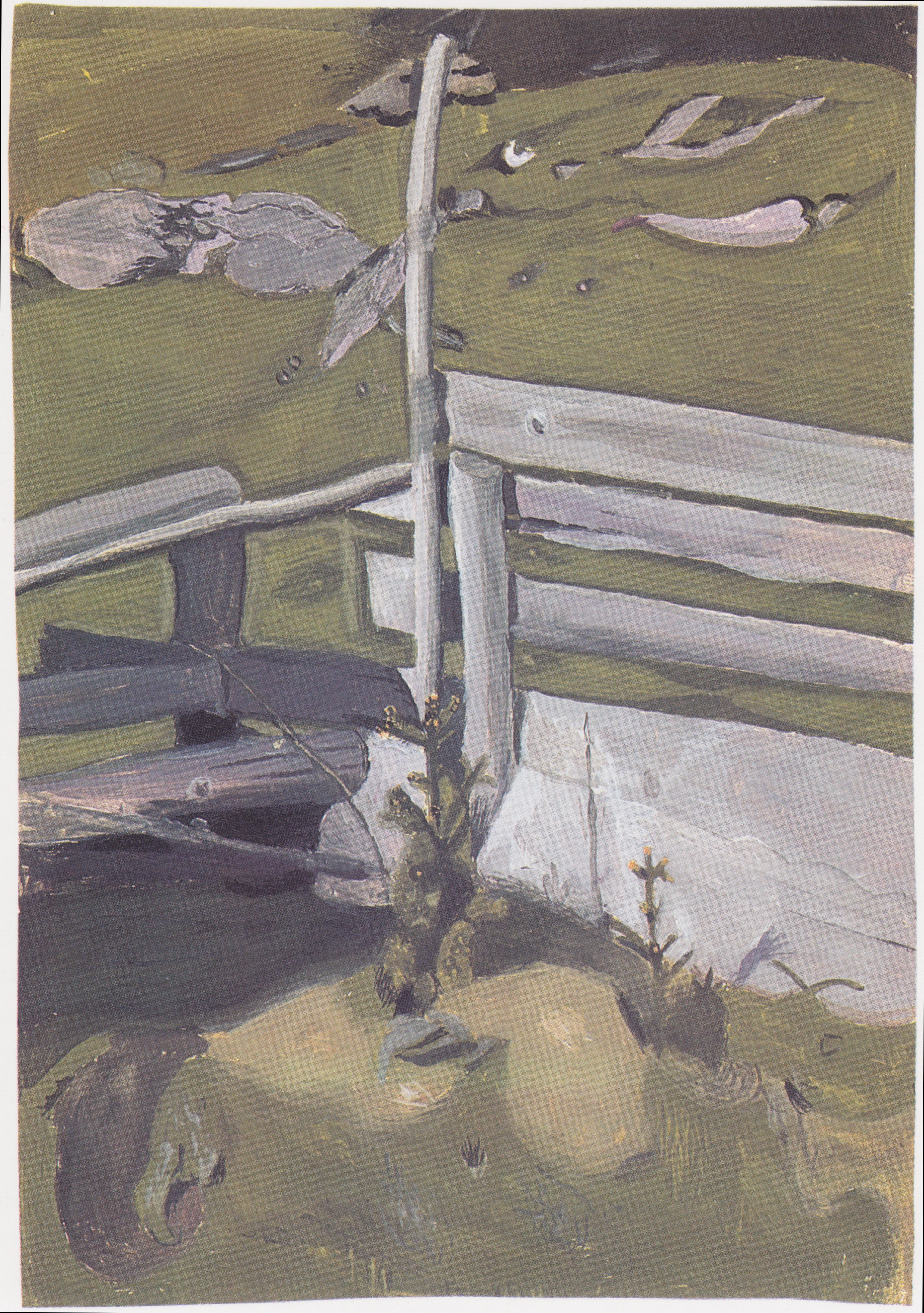
Пейзаж в Амдене V
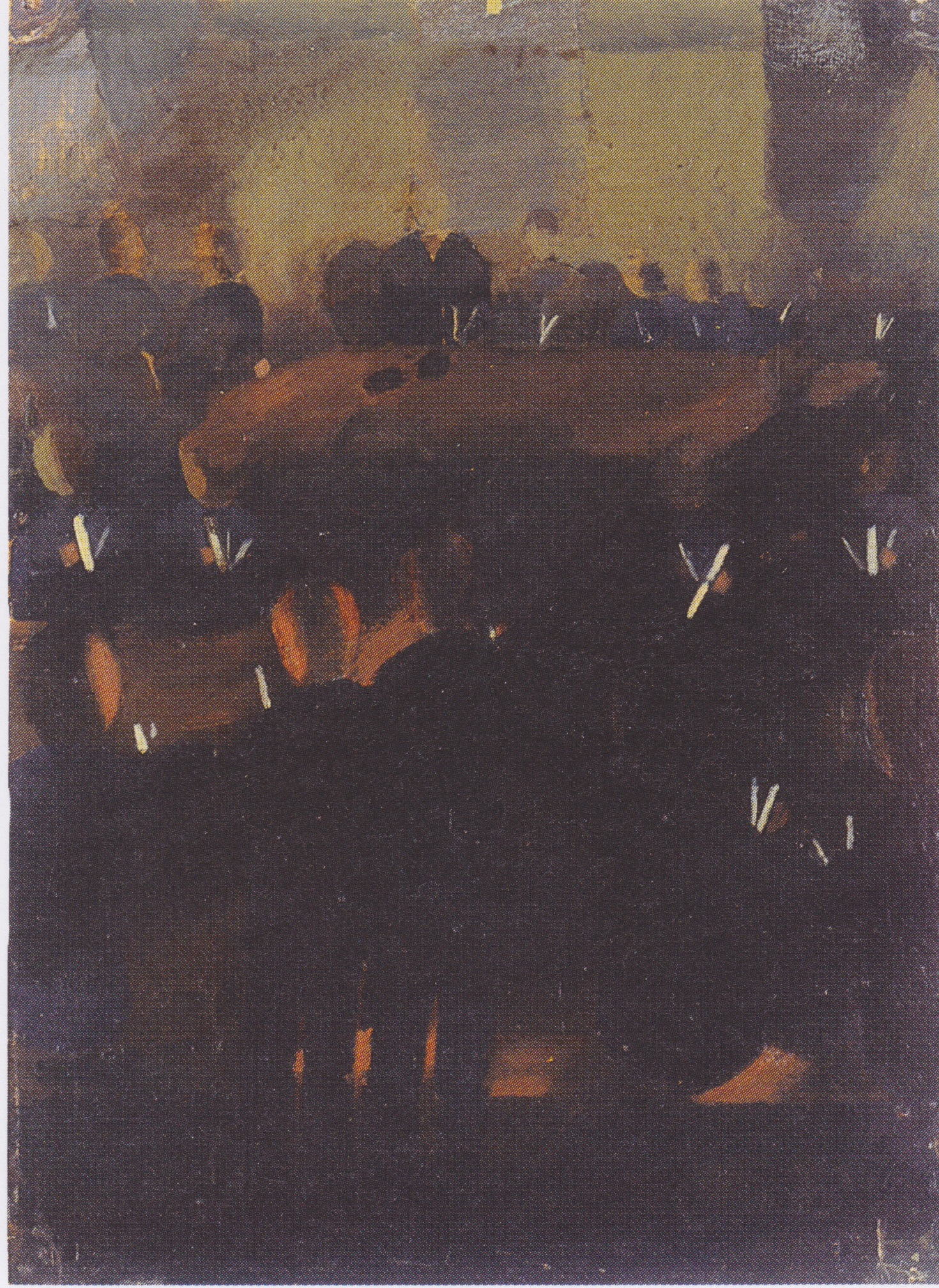
Приготовление

## Дополнения
- Andreas Meier: Meyer-Amden, Otto Friedrich Работы Отто Мейера-Амдена на SIKART
- Отто Мейер-Амден на Eletto